# Aleksander Hulimka
Aleksander Hulimka (27. února 1846 – 1. listopadu 1901 Myców) byl rakouský statkář a politik polské národnosti z Haliče, v 2. polovině 19. století poslanec Říšské rady.

## Biografie
Patřil do vlivné statkářské rodiny z haličského Mycówa.
Byl aktivní politicky. Zasedal jako poslanec Haličského zemského sněmu. Působil též jako poslanec Říšské rady (celostátního parlamentu Předlitavska), kde usedl v doplňovacích volbách roku 1883 za kurii venkovských obcí v Haliči, obvod Žovkva, Sokal, Rava atd. Slib složil 30. ledna 1883. Ve volebním období 1879–1885 se uvádí jako Alexander Hulimka, statkář, bytem Myców. Reprezentoval parlamentní Polský klub. Jeho kandidaturu do Říšské rady navrhl ústřední polský volební výbor.
V roce 1898 ho ministerstvo obchodu kooptovalo do zvláštní komise pro přípravu rakouské expozice na Světové výstavě v roce 1900. Zemřel počátkem listopadu 1901.